# حنين القدو
حنين محمود أحمد القدو الشبكي (1 يوليو 1949- 13 ديسيمبر 2020)، سياسي عراقي، ولد في محافظة نينوى شمال العراق. كان عضو في البرلمان العراقي عن تحالف الفتح. والأمين العام لتجمع الشبك الديمقراطي، وعضو في مجلس محافظة نينوى خلال عامي 2003–2005، ثم عضو مجلس النواب العراقي للدورة الانتخابية الأولى 2006–2010. أعيد انتخابه عامي 2014 و2018. شقيقه هو القائد في الحشد الشعبي وعد القدو.
حصل على شهادة الدكتوراه من جامعة روبرت غوردن في اسكتلندا، عمل مُدرِّسًا في كلية الإدارة والاقتصاد في  جامعة البصرة من 1989-1994، وفي كلية الإدارة والاقتصاد في جامعة الموصل من 1994-2005.
توفي في ألمانيا يوم الأحد 13 كانون الأول 2020 أثر مرض عضال.